# Junior Reid
Junior Reid, właśc. Delroy Reid (ur. 3 czerwca 1965 w Kingston) – jamajski wokalista, wykonawca muzyki reggae i dancehall, w latach 1986–1987 główny wokalista słynnej grupy roots reggae Black Uhuru; znany przede wszystkim z charakterystycznego sposobu śpiewania, zainspirowanego stylem Michaela Rose’a.

## Życiorys
Urodził się i dorastał w slumsowej dzielnicy Waterhouse District. W wieku 14 lat nagrał swój pierwszy singel pt. „Speak The Truth”, wydany przez należący do Augustusa Pablo label Rockers International. Utwór zdobył pewną popularność w Wielkiej Brytanii, dzięki czemu młody wokalista nawiązał współpracę z londyńską wytwórnią Negus Roots Records; jej nakładem ukazały się dwa jego kolejne single: „Sister Dawn” (1980) oraz „If I” (1981). Wkrótce potem wraz z Sammym Tracym i Terrym McDermottem założył trio wokalne pod nazwą Voice of Progress, które w roku 1982 wydało płytę długogrającą Mini Bus Driver (wznowioną także w latach 90. pod tytułem Shadow After Dark). Grupa promowała ją trasą koncertową po Anglii, rozpoczęła także prace nad kolejnym albumem, jednak muzycy pokłócili się i zespół rozpadł się przed zakończeniem nagrań. Materiały z zarejestrowanych wtedy sesji ukazały się na wraz z utworami Don Carlosa na składance Firehouse Clash, wydanej w roku 1986 przez wytwórnię Live & Learn Records. Wobec takiego obrotu spraw, Reid zamierzał nagrać wspólny krążek ze swoim najlepszym przyjacielem, Hugh Mundellem. Plany te pokrzyżowała jednak nagła tragiczna śmierć młodego wokalisty, której przyszło mu być świadkiem (siedzieli razem w samochodzie, gdy Mundell został zastrzelony; motyw ten będzie przewijał się kilkukrotnie w późniejszych tekstach Reida).
Rok 1985 przyniósł dwa pierwsze albumy studyjny Reida, debiutancki Boom-Shack-A-Lack i wydany niedługo po nim Original Foreign Mind. Obie płyty spotkały się ze znakomitym przyjęciem słuchaczy i krytyków, choć już wtedy pojawiły się pierwsze zarzuty o kopiowanie przez niego stylu Michaela Rose’a, frontmana słynnej grupy Black Uhuru, od śmierci Boba Marleya będącej najbardziej rozpoznawalnym symbolem muzyki reggae na świecie. Kiedy jednak mimo oczywistego szczytu popularności zespołu Rose postanowił odejść by kontynuować karierę solową, właśnie ze względu na charakterystyczny „waterhouse style” Reid okazał się być idealnym kandydatem na jego miejsce. Jako główny wokalista Black Uhuru zaśpiewał na dwóch nowych krążkach zespołu: bardzo wysoko ocenianym, nominowanym do nagrody Grammy w kategorii najlepszy album reggae Brutal (1986) i nieco mniej entuzjastycznie przyjętym Positive (1987). Wkrótce jednak Reid z lidera przerodził się w największy balast planującej wielką trasę koncertową po USA formacji, kiedy to odmówiono mu wydania amerykańskiej wizy (powodem było znalezienie przez jamajską policję w jego domu marihuany). Wskutek tego, a także z powodu osobistych nieporozumień z Duckie Simpsonem, Reid w nie najlepszej atmosferze zakończył współpracę z zespołem.
Kolejny etap w swojej karierze rozpoczął od założenia własnego labelu wydawniczego, nazwanego po prostu J.R. Productions, którego nakładem wydał pod koniec lat 80. kilka nowych singlowych przebojów. Mimo to, swoją trzecią (One Blood, 1989) i czwartą (Progress, 1990) płytę długogrającą zdecydował się nagrać dla wytwórni Big Life Records, należącej do holenderskiego koncernu muzycznego PolyGram. Następną ciekawą pozycję w jego dyskografii stanowi zawierająca wiele nowatorskich, nietypowych utworów Visa, wydana przez Greensleeves w roku 1993. Album ten ukazał się również rok później nakładem waszyngtońskiej wytwórni RAS Records, rozpoczynając krótki okres współpracy artysty z tym właśnie labelem. Jej efekty usłyszeć można na utrzymanych w nowoczesnym brzmieniu krążkach Junior Reid & The Bloods (1995) oraz Listen To the Voices (1996). Od tego czasu Reid nie związał się już nigdy z żadną dużą wytwórnią, skupiając się na rozwoju J.R. Productions. Jej nakładem nie tylko wydał trzy kolejne całkiem nowe płyty, ale także wznowił większość swoich dawnych produkcji. Jednocześnie rozszerzył swoją działalność producencką, zakładając własne studio nagraniowe oraz wydając albumy innych gwiazd sceny reggae i dancehall, takich jak Dennis Brown, Gregory Isaacs, Yami Bolo czy też Ninjaman.
Podczas swoich europejskich tras koncertowych Junior Reid dwukrotnie odwiedził Polskę: 22 sierpnia 2008 roku wystąpił w Bielawie podczas jubileuszowej X edycji Reggae Dub Festivalu (towarzyszyli mu wówczas jego dwaj synowie Andrew i Wada Blood oraz riddim band The Reggae Angels), natomiast 13 sierpnia 2011 roku dał koncert podczas XI edycji Ostróda Reggae Festivalu, w czasie którego akompaniowała mu słynna sekcja rytmiczna Sly & Robbie.